# Saison 2024 de l'équipe cycliste TotalEnergies
La saison 2024 de l'équipe cycliste TotalEnergies est la vingt-cinquième de cette équipe.

## Coureurs et encadrement technique

### Effectif
| Coureur             | Date de Nais.     | Nationalité | Équipe en 2023              | Vict. | Cont.             | Maillot dist. |
| ------------------- | ----------------- | ----------- | --------------------------- | ----- | ----------------- | ------------- |
| Lucas Boniface      | 24 octobre 2000   | France      | Vendée U                    | 0     | 01/2024 - 12/2025 |               |
| Thomas Bonnet       | 13 septembre 1998 | France      | TotalEnergies               | 0     | 01/2023 - 12/2025 |               |
| Mathieu Burgaudeau  | 17 novembre 1998  | France      | TotalEnergies               | 4     | 01/2019 - 12/2025 |               |
| Steff Cras          | 13 février 1996   | Belgique    | TotalEnergies               | 0     | 01/2023 - 12/2025 |               |
| Fabien Doubey       | 21 octobre 1993   | France      | TotalEnergies               | 0     | 01/2021 - 12/2025 |               |
| Sandy Dujardin      | 29 mai 1997       | France      | TotalEnergies               | 0     | 01/2022 - 12/2025 |               |
| Valentin Ferron     | 8 février 1998    | France      | TotalEnergies               | 0     | 08/2020 - 12/2024 |               |
| Thomas Gachignard   | 17 août 2000      | France      | Saint Michel-Mavic-Auber 93 | 0     | 01/2024 - 12/2026 |               |
| Fabien Grellier     | 31 octobre 1994   | France      | TotalEnergies               | 0     | 01/2016 - 12/2025 |               |
| Émilien Jeannière   | 26 septembre 1998 | France      | TotalEnergies               | 5     | 01/2023 - 12/2026 |               |
| Jordan Jegat        | 7 juin 1999       | France      | CIC U Nantes Atlantique     | 0     | 01/2024 - 12/2026 |               |
| Alan Jousseaume     | 3 août 1998       | France      | TotalEnergies               | 0     | 01/2022 - 12/2025 |               |
| Pierre Latour       | 12 octobre 1993   | France      | TotalEnergies               | 1     | 01/2021 - 12/2025 |               |
| Lorrenzo Manzin     | 26 juillet 1994   | France      | TotalEnergies               | 0     | 01/2020 - 12/2026 |               |
| Paul Ourselin       | 13 avril 1994     | France      | TotalEnergies               | 0     | 01/2017 - 12/2024 |               |
| Julien Simon        | 4 octobre 1985    | France      | TotalEnergies               | 0     | 01/2020 - 12/2024 |               |
| Geoffrey Soupe      | 22 mars 1988      | France      | TotalEnergies               | 0     | 01/2020 - 12/2025 |               |
| Jason Tesson        | 9 janvier 1998    | France      | TotalEnergies               | 2     | 01/2023 - 12/2026 |               |
| Anthony Turgis      | 16 mai 1994       | France      | TotalEnergies               | 1     | 01/2019 - 12/2025 |               |
| Baptiste Vadic      | 14 avril 2002     | France      | Vendée U                    | 0     | 01/2024 - 12/2025 |               |
| Dries Van Gestel    | 30 septembre 1994 | Belgique    | TotalEnergies               | 0     | 01/2020 - 12/2024 |               |
| Mattéo Vercher      | 26 janvier 2001   | France      | TotalEnergies               | 0     | 01/2023 - 12/2026 |               |
| Alexis Vuillermoz   | 1er juin 1988     | France      | TotalEnergies               | 0     | 01/2021 - 12/2024 |               |
| Coureurs stagiaires |                   |             |                             |       |                   |               |
| Rayan Boulahoite    | 24 février 2004   | France      | Vendée U                    | 0     | 08/2024 - 12/2024 |               |
| Nicola Marcerou     | 23 septembre 2002 | France      | Vendée U                    | 0     | 08/2024 - 12/2024 |               |
| Clément Sanchez     | 1er octobre 2005  | France      | Vendée U                    | 0     | 08/2024 - 12/2024 |               |

### Encadrement technique
| Poste                          | Identité                                                                                      |
| ------------------------------ | --------------------------------------------------------------------------------------------- |
| Manager général                | Jean-René Bernaudeau                                                                          |
| Directeur sportif              | Benoît Génauzeau                                                                              |
| Assistants directeurs sportifs | Alexis Loiseau, Dominique Arnould, Lylian Lebreton, Maxime Robin, Romain Sicard, Thibaut Macé |

## Classement UCI par équipes
Le classement UCI par équipes se calcule en comptabilisant les points des 20 meilleurs coureurs de l'équipe. Ce classement est calculé avec les points acquis lors de l'année civile. Au terme d'une période de trois ans (2023-2025), les dix-huit meilleures équipes recevront une licence World Tour pour la prochaine période (2026-2028).
| Classement UCI (par équipes) au 20 octobre 2024 | Classement UCI (par équipes) au 20 octobre 2024 | Classement UCI (par équipes) au 20 octobre 2024 | Classement UCI (par équipes) au 20 octobre 2024 | Classement UCI (par équipes) au 20 octobre 2024 |
| #                                               | Équipe                                          | 2024                                            | Diff.                                           |                                                 |
| ----------------------------------------------- | ----------------------------------------------- | ----------------------------------------------- | ----------------------------------------------- | ----------------------------------------------- |
| 1                                               | UAE Team Emirates                               | 37407,60                                        | -                                               |                                                 |
| 2                                               | Team Visma-Lease a Bike                         | 20427,98                                        | 16979,62                                        |                                                 |
| 3                                               | Soudal Quick-Step                               | 18153,97                                        | 2274,01                                         |                                                 |
| 4                                               | Lidl-Trek                                       | 17989,00                                        | 164,97                                          |                                                 |
| 5                                               | Red Bull-Bora-Hansgrohe                         | 16894,33                                        | 1094,67                                         |                                                 |
| 6                                               | Decathlon AG2R La Mondiale                      | 15930,84                                        | 963,39                                          |                                                 |
| 7                                               | Ineos Grenadiers                                | 15547,97                                        | 382,87                                          |                                                 |
| 8                                               | Alpecin-Deceuninck                              | 15020,00                                        | 527,97                                          |                                                 |
| 9                                               | Lotto Dstny                                     | 12579,29                                        | 2440,71                                         |                                                 |
| 10                                              | Groupama-FDJ                                    | 12357,00                                        | 222,29                                          |                                                 |
| 11                                              | Israel-Premier Tech                             | 11723,33                                        | 633,67                                          |                                                 |
| 12                                              | EF Education-EasyPost                           | 11594,95                                        | 128,38                                          |                                                 |
| 13                                              | Movistar Team                                   | 10879,00                                        | 715,95                                          |                                                 |
| 14                                              | Jayco AlUla                                     | 10625,30                                        | 253,70                                          |                                                 |
| 15                                              | Intermarché-Wanty                               | 9915,00                                         | 710,30                                          |                                                 |
| 16                                              | Team dsm-firmenich PostNL                       | 9646,63                                         | 268,37                                          |                                                 |
| 17                                              | Bahrain Victorious                              | 9547,16                                         | 99,47                                           |                                                 |
| 18                                              | Uno-X Mobility                                  | 8938,67                                         | 608,49                                          |                                                 |
| 19                                              | Arkéa-B&B Hotels                                | 8735,00                                         | 203,67                                          |                                                 |
| 20                                              | Cofidis                                         | 7889,84                                         | 845,16                                          |                                                 |
| 21                                              | Astana Qazaqstan Team                           | 6563,24                                         | 1326,60                                         |                                                 |
| 22                                              | Tudor Pro Cycling Team                          | 5753,33                                         | 809,91                                          |                                                 |
| 23                                              | TotalEnergies                                   | 4897,00                                         | 856,33                                          |                                                 |

| Liste des vingt coureurs marquant des points pour le classement UCI par équipes 2024. | Liste des vingt coureurs marquant des points pour le classement UCI par équipes 2024. | Liste des vingt coureurs marquant des points pour le classement UCI par équipes 2024. |
| #                                                                                     | Coureur                                                                               | Points                                                                                |
| ------------------------------------------------------------------------------------- | ------------------------------------------------------------------------------------- | ------------------------------------------------------------------------------------- |
| 1                                                                                     | Émilien Jeannière                                                                     | 1056,00                                                                               |
| 2                                                                                     | Jordan Jegat                                                                          | 564,00                                                                                |
| 3                                                                                     | Jason Tesson                                                                          | 519,00                                                                                |
| 4                                                                                     | Anthony Turgis                                                                        | 441,00                                                                                |
| 5                                                                                     | Mathieu Burgaudeau                                                                    | 360,00                                                                                |
| 6                                                                                     | Dries Van Gestel                                                                      | 348,00                                                                                |
| 7                                                                                     | Thomas Gachignard                                                                     | 336,00                                                                                |
| 8                                                                                     | Sandy Dujardin                                                                        | 276,00                                                                                |
| 9                                                                                     | Mattéo Vercher                                                                        | 243,00                                                                                |
| 10                                                                                    | Steff Cras                                                                            | 223,00                                                                                |
| 11                                                                                    | Pierre Latour                                                                         | 109,00                                                                                |
| 12                                                                                    | Valentin Ferron                                                                       | 96,00                                                                                 |
| 13                                                                                    | Fabien Doubey                                                                         | 80,00                                                                                 |
| 14                                                                                    | Julien Simon                                                                          | 77,00                                                                                 |
| 15                                                                                    | Paul Ourselin                                                                         | 75,00                                                                                 |
| 16                                                                                    | Thomas Bonnet                                                                         | 28,00                                                                                 |
| 17                                                                                    | Fabien Grellier                                                                       | 19,00                                                                                 |
| 18                                                                                    | Alexis Vuillermoz                                                                     | 19,00                                                                                 |
| 19                                                                                    | Lorrenzo Manzin                                                                       | 16,00                                                                                 |
| 20                                                                                    | Alan Jousseaume                                                                       | 12,00                                                                                 |
| TOTAL                                                                                 | TOTAL                                                                                 | 4897,00                                                                               |

| Classement UCI (par équipes) pour les années 2023 et 2024. | Classement UCI (par équipes) pour les années 2023 et 2024. | Classement UCI (par équipes) pour les années 2023 et 2024. | Classement UCI (par équipes) pour les années 2023 et 2024. | Classement UCI (par équipes) pour les années 2023 et 2024. | Classement UCI (par équipes) pour les années 2023 et 2024. |
| #                                                          | Équipe                                                     | 2023                                                       | 2024                                                       | Total                                                      | Diff.                                                      |
| ---------------------------------------------------------- | ---------------------------------------------------------- | ---------------------------------------------------------- | ---------------------------------------------------------- | ---------------------------------------------------------- | ---------------------------------------------------------- |
| 1                                                          | UAE Team Emirates                                          | 30963,18                                                   | 37407,60                                                   | 68370,78                                                   | -                                                          |
| 2                                                          | Team Visma-Lease a Bike                                    | 29654,45                                                   | 20427,98                                                   | 50082,43                                                   | 18288,35                                                   |
| 3                                                          | Soudal Quick-Step                                          | 18702,85                                                   | 18153,97                                                   | 36856,82                                                   | 13225,61                                                   |
| 4                                                          | Lidl-Trek                                                  | 16054,45                                                   | 17989,00                                                   | 34043,45                                                   | 2813,37                                                    |
| 5                                                          | Ineos Grenadiers                                           | 17760,93                                                   | 15547,97                                                   | 33308,90                                                   | 734,55                                                     |
| 6                                                          | Red Bull-Bora-Hansgrohe                                    | 13325,13                                                   | 16894,33                                                   | 30219,46                                                   | 3089,44                                                    |
| 7                                                          | Alpecin-Deceuninck                                         | 14519,25                                                   | 15020,00                                                   | 29539,25                                                   | 680,21                                                     |
| 8                                                          | Groupama-FDJ                                               | 14834,51                                                   | 12357,00                                                   | 27191,51                                                   | 2347,74                                                    |
| 9                                                          | Lotto Dstny                                                | 14112,83                                                   | 12579,29                                                   | 26692,12                                                   | 499,39                                                     |
| 10                                                         | Bahrain Victorious                                         | 15787,81                                                   | 9547,16                                                    | 25334,97                                                   | 1357,15                                                    |
| 11                                                         | Decathlon AG2R La Mondiale                                 | 9096,00                                                    | 15930,84                                                   | 25026,84                                                   | 308,13                                                     |
| 12                                                         | EF Education-EasyPost                                      | 11818,69                                                   | 11594,95                                                   | 23413,64                                                   | 1613,20                                                    |
| 13                                                         | Movistar Team                                              | 10989,53                                                   | 10879,00                                                   | 21868,53                                                   | 1545,11                                                    |
| 14                                                         | Israel-Premier Tech                                        | 10022,00                                                   | 11723,33                                                   | 21745,33                                                   | 123,20                                                     |
| 15                                                         | Jayco AlUla                                                | 10737,65                                                   | 10625,30                                                   | 21362,95                                                   | 382,38                                                     |
| 16                                                         | Intermarché-Wanty                                          | 10492,28                                                   | 9915,00                                                    | 20407,28                                                   | 955,67                                                     |
| 17                                                         | Team dsm-firmenich PostNL                                  | 9102,20                                                    | 9646,63                                                    | 18748,83                                                   | 1658,45                                                    |
| 18                                                         | Cofidis                                                    | 10437,41                                                   | 7889,84                                                    | 18327,25                                                   | 421,58                                                     |
| 19                                                         | Arkéa-B&B Hotels                                           | 7229,00                                                    | 8735,00                                                    | 15964,00                                                   | 2363,25                                                    |
| 20                                                         | Uno-X Mobility                                             | 6569,00                                                    | 8938,67                                                    | 15507,67                                                   | 456,33                                                     |
| 21                                                         | Astana Qazaqstan Team                                      | 7044,44                                                    | 6563,24                                                    | 13607,68                                                   | 1899,99                                                    |
| 22                                                         | TotalEnergies                                              | 5765,00                                                    | 4897,00                                                    | 10662,00                                                   | 2945,68                                                    |